# Gutmensch
Gutmensch (letterlijk goedmens in het Duits) is een ironische, sarcastische of neerbuigende term die vergelijkbaar is met 'weldoener', maar dan in negatieve zin.
Degenen die de term gebruiken, zien Gutmenschen als personen die een niet aflatende wens hebben om goed te zijn en zich hierin graag bevestigd zien. Verder wordt de Gutmensch gezien als moraliserend en dogmatisch en wil hij graag dat anderen zijn denkwijze overnemen. In politieke retoriek wordt Gutmensch gebruikt als een polemische term.
Volgens onderzoeker Rembert Hüser is de term Gutmensch ontstaan als een grap van Duitse feuilleton-schrijvers van de zogenaamde 'generatie 1989', zoals Matthias Horx en Klaus Bittermann. Ze behoorden tot de auteurs die zich kritisch opstelden tegen de internationale protesten tegen de traditionele moraliteit in 1968.